# Коррер
Городской музей Коррер (итал. Museo Civico Correr) — музей истории и культуры Венеции, главным образом последнего периода существования Венецианской республики. Расположенный в центре города, в районе Сан-Марко, музей занимает наполеоновское крыло Прокураций на площади Сан-Марко, напротив собора св. Марка. Музей входит в состав «Фонда гражданских музеев Венеции» (Fondazione Musei Civici di Venezia).

## История
Музей возник в 1830 году благодаря наследству знатного венецианца Теодоро Франческо Мария Гаспаро Коррера (Teodoro Francesco Maria Gasparo Correr, 1750—1830), который завещал городу свою коллекцию живописи, документов, старинных предметов декоративно-прикладного искусства и уникальную библиотеку.
Теодоро Коррер был наследником древнего венецианского патрицианского рода, аббатом и коллекционером произведений искусства и всего, что связано с историей города. Он покупал и обменивал картины, монеты, предметы старины, изделия из бронзы, книги, рукописи, документы, пользуясь продажами внутри страны и за рубежом старинных коллекций и библиотек престижных семей республиканского патрициата. Венецианская республика потеряла независимость в 1797 году, и в течение десятилетий после этого город находился под иностранными правителями, отчего многие венецианские семьи стремились продать свои ценные вещи. Теодоро Коррер проявил в этой ситуации упорство, патриотизм, хороший вкус и знание исторического материала.
Коллекция размещалась в комнатах его семейного палаццо, расположенного в районе Сан-Джованни-Деколлато (San Giovanni Decollato) в квартале (сестиере) Санта-Кроче (Santa Croce). В своём завещании в 1830 году Теодоро Коррер выразил желание сделать на основе коллекции общедоступный музей под названием «Collezione Correr» (что и было сделано в 1836 году) и оставил для его содержания значительные средства.
Со временем коллекции увеличивались за счёт новых поступлений и частных пожертвований, и в 1887 году их пришлось перенести из Палаццо Коррер в Фондако-деи-Турки (здание Турецкого подворья) на Гранд-канале. В 1922 году коллекция Коррер была перенесена в Королевский дворец (здание «Новых прокураций») на площади Сан-Марко, а затем на нынешнее место в Наполеоновское крыло (Fabbrica Nuova).
В 1990-х годах система гражданских музеев Венеции была реорганизована под единую муниципальную администрацию. В 1996 году, благодаря соглашению с Министерством культуры Италии, был создан единый вход и билет в музеи площади Сан-Марко: во Дворец Дожей, Национальный археологический музей, «Монументальные комнаты» Библиотеки Сан-Марко и Музей Коррер. В марте 2008 года «Museo Correr» стал частью системы «Fondazione Musei Civici di Venezia».

## Структура музея
В настоящее время собрание музея состоит из трёх разных коллекций. Первая включает произведения живописи: исторические виды Венеции в жанре ведуты, выполненные художниками школы Каналетто, представленные в экспозиции «Фонда Теодоро Коррер». Они повествуют о различных этапах истории города. В эту коллекцию также входят библиотека из бывшего монастыря театинцев, парадная одежда, монеты и печати, коллекция исторического оружия.
Вторая часть музейных фондов представляет собой картинную галерею. В неё входит ряд произведений художников венецианской школы живописи, как, например, сцены венецианского маскарада работы Пьетро Лонги и картина Витторе Карпаччо «Две венецианки», которую в XIX веке ошибочно принимали за изображение двух куртизанок.
Третьей коллекцией Музея Коррер является входящий в её состав «Музей Рисорджименто и венецианского XVIII века» (итал. Museo del Risorgimento e dell'Ottocento Veneziano), где вниманию посетителей представлены свидетельства истории Венеции в период от падения республики до объединения Италии в XIX веке. В экспозиции — картины и гравюры на исторические сюжеты, костюмы, документы.

## Шедевры собрания
Пять комнат первого этажа музея посвящены творчеству знаменитого венецианца, скульптора Антонио Кановы: мраморные рельефы его работы и модель Памятника Тициану (1794), реализованного в качестве надгробного монумента самому Канове в венецианской церкви Санта-Мария-Глорьоза-дей-Фрари. Статуи работы Кановы экспонируются в «Бальном зале». Следующие комнаты посвящены истории Венеции. Затем посетитель попадает в Библиотеку. Залы 15—18 отведены под коллекцию оружия (Correr Armouri), географических карт и гравюр, посвящённых славным сражениям венецианской армии и флота.
На втором этаже здания размещена картинная галерея с произведениями живописцев «венето-византийской школы» эпохи проторенессанса, Паоло и Лоренцо Венециано и многих других. В комнатах 29—40 экспонируются картины знаменитых живописцев венецианской школы: Козимо Тура, Бартоломео Виварини, Джентиле, Джованни и Якопо Беллини, Марко Базаити, Витторе Карпаччо, Марко Марциале, Лоренцо Лотто, а также Антонелло да Мессины, Питера Брейгеля Младшего, Дирка Баутса.

## Галерея живописи музея Коррер
- В. Карпаччо. Портрет мужчины в красном берете. 1490
- Б. Виварини. Мадонна с Младенцем. 1460-е гг.
- Антонелло да Мессина. Пьета с тремя ангелами. Ок. 1475 г.
- Козимо Тура. Пьета. Ок. 1460
- Дж. Беллини. Пьета (Мёртвый Христос, поддерживаемый двумя ангелами). Ок. 1455 г.
- Дж. Беллини. Преображение. 1459
- Дж. Беллини. Распятие. Ок. 1455 г.
- Дж. Беллини. Мадонна с Младенцем. 1470
- Хуго ван дер Гус. Распятие.  1470-е гг.
- В. Карпаччо. Две венецианки. 1510
- П. Брейгель Младший. Поклонение волхвов. Ок. 1600 г.